# 禹好善
禹好善（1582年—1656年），字存诚，号海若，河南开封府汜水县人。明末政治人物。

## 生平
万历四十年（1612年）举人，天启二年（1622年）中进士。初授河间府推官，丁母焦孺人憂，哀毁骨立。服阕，起补武昌府推官，屡决疑案。崇祯五年（1632年），考授山东道监察御史，先后督理漕运、巡按山东、北直隶，督修皇陵。崇桢十三年（1640年）辞官归。清顺治十三年（1656年）丙申卒，年七十五。